# Курт Дальманн
Курт Дальманн (нім. Kurt Dahlmann; 4 травня 1918, Кенігсберг — 29 серпня 2017, Баден-Баден) — німецький льотчик-ас, майор люфтваффе вермахту і бундесверу. Кавалер Лицарського хреста Залізного хреста з дубовим листям (єдиний кавалер серед пілотів нічної штурмової авіації).

## Біографія
Після закінчення авіаційного училища зарахований в штурмову авіацію. Воював на Західному фронті, командир 3-ї ескадрильї 1-ї навчальної ескадри. З 1 грудня 1942 року — командир ескадрильї, з 1 жовтня 1943 року — 1-ї групи 10-ї ескадри швидкісних бомбардувальників. Учасник авіанальотів на Британські острови і боїв у Нормандії. З 20 жовтня 1944 року — командир ескадрильї 3-ї групи 51-ї бомбардувальної ескадри. З 31 жовтня 1944 року — командир 20-ї нічної групи підтримки сухопутних військ, дислокованої в Південно-Західній Німеччині. Учасник Арденнського наступу. Після війни емігрував в ПАР. В 1956-57 роках служив у ВПС ФРН.

## Звання
- Фанен-юнкер (1937)
- Лейтенант (1939)
- Обер-лейтенант (1941)
- Гауптман (1943)
- Майор (1944)

## Нагороди
- Нагрудний знак пілота
- Залізний хрест
  - 2-го класу (27 вересня 1940)
  - 1-го класу (16 жовтня 1940)
- Срібна медаль «За військову доблесть» (Італія) (20 вересня 1941)
- Почесний Кубок Люфтваффе (19 січня 1942)
- Німецький хрест в золоті (15 лютого 1943)
- Лицарський хрест Залізного хреста з дубовим листям
  - лицарський хрест (11 червня 1944)
  - дубове листя (№ 711; 24 січня 1945)
- Авіаційна планка наземної підтримки в золоті